# Чужой билет
«Чужой билет» (англ. Bounce) — мелодрама режиссёра Дона Руса с Гвинет Пэлтроу и Беном Аффлеком в главных ролях.
Слоган «Чужого билета» — Two strangers fell in love. One knew it wasn’t by chance (с англ. — «Два незнакомца полюбили друг друга. Один знал, что это не случайно»).

## Сюжет
События картины начинаются в 1999 году. Бадди Эмарал — совладелец маркетингового агентства. В канун Рождества он застрял в аэропорту Чикаго. Тронутый рассказом случайного попутчика Грэга Джанелло о семье, он отдаёт ему свой билет. Бадди, оставшись в Чикаго, проводит ночь со случайной знакомой Мими и на следующее утро узнает, что самолёт, на котором он должен был лететь, разбился и Грэг погиб. Подвыпивший Бадди плохо помнит события ночи. Из-за возникшей неразберихи жена Грэга Эбби не сразу узнала о происшествии. Авиакомпания поручила фирме Бадди разработать несколько промороликов, которые бы компенсировали потерю авторитета компании, как надёжного перевозчика. Серия роликов получает престижную премию, а на церемонии вручения пьяный Бадди устраивает скандал.
Проходит некоторое время, и все постепенно приходят в себя. Бадди узнаёт адрес Эбби и появляется у неё дома под видом клиента. Эбби работает риелтором и Бадди просит найти его фирме помещение под офис. Фактически он дарит Эбби эту сделку и чек на $20 тысяч. Они знакомятся ближе и начинают встречаться. Бадди и Эбби проводят вместе отпуск, она знакомит его с матерью и двумя сыновьями.
Однажды Эбби встречается с Мими, с которой Бадди и Грэг провели ночь в аэропорту. Мими передает Эбби видеозапись, из которой становится ясно, что Бадди и Грэг были знакомы, хотя Бадди об этом не рассказывал. Эбби выходит из себя и ссорится с Бадди, требуя, чтобы тот немедленно покинул её дом. Бадди возвращается на следующий день и разговаривает со Скоттом, который боится, что его отец умер, пытаясь попасть домой на рождественскую распродажу елок, на которой он обещал быть вместе со Скоттом. Эбби питает ту же вину за то, что заставила Грега вернуться домой в роковом полете.
Эбби, как и другие родственники погибших пассажиров, подала в суд на авиакомпанию. Бадди оказался приглашён в качестве свидетеля на судебное заседание. Когда его просят рассказать детали той ночи, он вспоминает, что Грэг боялся полётов на самолёте, но настаивал на том, что обязательно должен попасть домой.
Бадди уходит из фирмы и организует с другом собственный бизнес. В его новом офисе неожиданно появляется Эбби и предлагает свои услуги как риелтор. Молодые люди, держась за руки, уходят вдаль по пляжу.

## В ролях
| Актёр            | Роль          |
| ---------------- | ------------- |
| Гвинет Пэлтроу   | Эбби Джанелло |
| Бен Аффлек       | Бадди Эмарал  |
| Наташа Хенстридж | Мими Прэгэр   |
| Эдвард Эдвардс   | Рон Уочтер    |
| Дженнифер Грей   | Дженис Гуэрро |
| Тони Голдуин     | Грег Джанелло |
| Джонни Галаки    | Сет           |
| Джо Мортон       | Джим Уиллер   |